# Manhattan Plaza
Manhattan Plaza est un grand immeuble résidentiel, haut de 46 étages et de 130 mètres, situé au croisement de la 400 et de la 484 West 43rd Streets dans  Midtown Manhattan à New York. Ouvert en 1977, il compte 1 689 logements et environ 3 500 locataires. Dans le cadre de son financement fédéral, Section 8, il a pour obligation d'avoir 70 % de ses locataires issus du monde du spectacle vivant et a choisi de consacrer 15 % de la location aux habitants du quartier et 15 % aux personnes âgées. Il occupe le pâté de maisons délimité au nord par la 43e Rue, à l'est par la neuvième Avenue, au sud par la 42e Rue et à l'ouest par la dixième Avenue. Développé par HRH Construction, il appartient depuis janvier 2004 à The Related Companies. Manhattan Plaza a fait l'objet d'un documentaire intitulé Miracle on 42nd Street, sorti en 2017.

## Histoire
La construction de ce « superbloc » à l'ouest du quartier des théâtres de Manhattan a été lancé en 1974 par HRH Construction, une société de construction et de développement immobilier dirigée à l'époque par Richard Ravitch. Le projet consistait en deux tours résidentielles de 45 étages aux extrémités opposées du bloc conçues pour des locataires de classe moyenne et moyenne supérieure, avec des maisons de ville, des magasins, un club de santé et un parking au milieu du bloc, le tout financé par un prêt hypothécaire de 95 millions de dollars, accordé par la ville de New York dans le cadre du programme de logement Mitchell-Lama de l'État de New York pour les logements à revenu intermédiaire. Cependant, pendant la construction, la ville de New York entra dans une forte récession et, confrontée à des difficultés financières croissantes, la ville ne put financer que 65 millions de dollars de son engagement. La crise financière affecta également le marché immobilier de la ville, et il devint évident qu'il y aurait peu ou pas de marché pour les appartements comme prévu initialement.
Cela était en partie dû à l'emplacement de la construction, au cœur de Clinton, un quartier alors rude et difficile de New York, historiquement connu sous le nom de « Hell's Kitchen », la cuisine du Diable, et au déclin rapide de l'environnement du quartier de Times Square, qui était à ce moment-là l'épicentre des activités « adultes » et pornographiques de New York. Manhattan Plaza vida les commerces pour adultes du côté nord de la 42e rue, entre la 9e et la 10e avenue. Au même moment, la 42nd Street Development Corporation, sous la direction de Fred Papert et avec Jacqueline Kennedy-Onassis à son conseil d'administration, travaillait à la conversion des magasins pour adultes situés au sud de la 42e rue, entre la 9e et la 10e, en théâtres Off Broadway, désormais connus sous le nom de Theatre Row (en).
En l'absence d'autres options disponibles, la ville de New York fit appel à des fonds fédéraux dans le cadre du programme Section 8 pour transformer le projet en logements fortement subventionnés pour les familles pauvres et à revenus modérés. En vertu de l'article 8, les locataires ne paieraient pas plus de 30 % de leurs revenus en loyer,,,. Le projet suscita une opposition généralisée et intraitable de la part de la classe ouvrière environnante, préoccupée par un afflux potentiel de milliers de voisins pauvres et dysfonctionnels. C'est alors qu'une solution innovante fut imaginée par Daniel Rose, le promoteur immobilier dont l'entreprise avait été retenue pour gérer le projet. Rose rechercha une population de locataires qui répondrait aux exigences de revenus pour un logement public fortement subventionné, apaiserait les craintes de la communauté concernant les voisins dysfonctionnels et contribuerait à la revitalisation du quartier de Times Square. Citant Mike Todd, qui a dit un jour qu'en grandissant, sa « famille avait souvent été fauchée, mais jamais pauvre ». Rose proposa de limiter l'occupation du nouveau projet immobilier aux seuls résidents qui étaient, ou avaient été, engagés dans le spectacle vivant. En faisant occuper les 1 600 appartements par des familles d'acteurs, de musiciens, de metteurs en scène, de machinistes et d'autres personnes travaillant dans l'industrie du divertissement, l'idée était de remplir l'immeuble, de stabiliser le quartier et de soutenir la relance du vrai théâtre à Times Square.
Accueillie au début avec scepticisme, voire dérision (puisqu'aucun autre projet de logement subventionné n'avait auparavant été restreint à un type d'occupant), l'idée a rapidement recueilli le soutien enthousiaste des syndicats des arts du spectacle et de la Ville. Peter Joseph, commissaire adjoint de l'Administration du logement et du développement de New York, déclara que l'agence soutenait fortement l'idée des arts du spectacle : « Cela prend ce qui était au départ une situation inconfortable et en fait quelque chose de dynamique et d'excitant. Nous pensons que c'est innovant et franchement, nous en sommes ravis. Nous sommes déterminés à y parvenir. » L'inquiétude des habitants du quartier persistait, mais elle fut dans une large mesure apaisée lorsqu'une étude fut publiée par le Settlement Housing Fund estimant que 100 000 foyers à New York avaient des membres engagés dans les arts du spectacle, et environ les deux tiers d'entre eux seraient éligibles pour emménager dans la résidence selon les directives fédérales en matière de revenus :

« New York est la ville incubatrice de la nation pour le théâtre, puisque c'est là que les jeunes artistes de la scène de tout le pays viennent pour commencer leur carrière. En utilisant des fonds fédéraux pour subventionner des logements destinés aux arts du spectacle, nous aidons le pays tout entier et nous résolvons également les problèmes économiques du projet Manhattan Plaza, du théâtre new-yorkais et du quartier Clinton. Nous pensons que ce projet peut être étroitement lié aux efforts déployés par le quartier Clinton pour se moderniser. Nous considérons que l'idée fait partie de l'effort de préservation du quartier ainsi que de l'effort de revalorisation de Times Square et du quartier des théâtres. »

Le plan de Rose pour le « Manhattan Plaza for the Performing Arts » fut finalement approuvé avec le soutien de la ville, des syndicats des arts du spectacle et de la communauté environnante, et fut inauguré avec le maire de la ville coupant le ruban en 1977. Soixante-dix % des 1 689 logements étaient réservés aux travailleurs des arts du spectacle, 15 % aux résidents âgés et handicapés du quartier environnant et 15 % aux résidents déjà présents dans le quartier mais vivant dans des logements insalubres. La résidence s'est rapidement remplie, la liste d'attente pour les appartements dépassant les 3 000 noms dès la première année.
Un facteur important dans le succès précoce de Manhattan Plaza a été le recrutement par Rose du révérend Rodney Kirk en tant que premier directeur du développement. Kirk faisait partie de l'équipe de la cathédrale Saint-Jean-le-Divin jusqu'en 1976, date à laquelle il fut autorisé à participer aux célébrations du bicentenaire de la ville. Engagé pour superviser l'ouverture du Manhattan Plaza, Kirk contribua à donner le ton au développement et à organiser le soutien communautaire qui permit à des centaines d'habitants vieillissants du quartier de conserver leur appartement avec leur dignité intacte. Peu de temps après l'ouverture du Manhattan Plaza, la ville fut frappée par la crise du sida et de nombreux résidents du secteur des arts du spectacle contractèrent cette maladie. Pour répondre à leurs besoins, Kirk mit en place des programmes de services sociaux avec du personnel rémunéré et des bénévoles, ainsi que l'aide de l'Actors' Fund, pour prendre soin d'eux et des non-résidents. Selon les autorités sanitaires, une plus grande proportion de personnes sont mortes du SIDA dans ce complexe d'appartements que dans n'importe quel autre immeuble résidentiel du pays,. Le concert-bénéfice de la Manhattan Plaza AIDS Project Foundation en mai 1997 au Westside Theatre de la 43e Rue mettait en vedette Joseph Bologna et Renée Taylor, Jenny Burton, Vivian Reed ;  les artistes des autres années comprenaient Jeanne MacDonald, Audra McDonald et Robert Cuccioli .
À mesure que le VIH/SIDA fut maîtrisé, le programme des services sociaux s'orienta vers les personnes âgées, qui vieillissaient sur place et étaient parfois incapables de prendre soin d'elles-mêmes. Kirk a pris sa retraite en 1997 et est mort en 2001. Son travail fut poursuivi par le directeur général Richard Hunnings, son compagnon de 42 ans,. Le Rodney Kirk Theatre est désormais l'un des théâtres de la 42e rue dans le bâtiment Theatre Row.

## Description
Manhattan Plaza a été conçu par l'architecte David Todd (en).
Mis à part le McGraw-Hill Building, le complexe était le plus haut du quartier de Hell's Kitchen au moment de son achèvement et reste toujours très visible des côtés nord, sud et ouest. Entre les deux bâtiments se trouvent un garage de plusieurs étages, un centre de remise en forme (comprenant une piscine), un terrain de basket-ball, une aire de jeux, des courts de tennis, un centre d'escalade et un certain nombre de magasins (dont un Little Pie d'Arnold Wilkerson Company), une succursale Food Emporium, des restaurants et une banque.
Située dans le bâtiment de la Dixième Avenue se trouve la 43rd St Kids Preschool, fondée en 1981. Il s'agit d'une école privée coopérative de parents à but non lucratif. Plus de 1 500 pièces en un acte, dont plus de 40 de Lewis Black, ont été jouées au Laurie Beechman Theatre, dans le West Bank Café (où Bruce Willis fut barman), au pied du bâtiment de la 9e Avenue.
À la mi-mars 2009, le terrain de jeux d'origine situé sur le toit du 3e étage fut démonté afin de construire un nouveau terrain de jeu construit par Kompan et sponsorisé par l'ancien joueur de football américain Tiki Barber. L'entreprise était connue sous le nom de Tiki Recreation. C'est l'un des trois rares et uniques terrains de jeux du quartier. Il dispose d'équipements électroniques et de jeux interactifs virtuels. Le parc a officiellement ouvert ses portes le 8 juin 2009.
Manhattan Plaza organisait chaque année un camp de jour d'été, de juillet à août qui était un programme destiné aux enfants âgés de 7 à 13 ans. Le camp comprenait la pratique de la natation, du baseball, du basket-ball, du ballon chasseur, du tennis, de l'escalade, du taekwondo, de la cuisine et du Four Square / Box Ball ainsi que des arts du spectacle. Les participants du camp créèrent également un jeu de type « 4Square » appelé Nations. Le camp faisait des voyages et allait au cinéma une fois par semaine. Le camp a fermé ses portes, il y a quelques années.[Quand ?][réf. nécessaire].

## Personnes notables de la résidence
- Muhal Richard Abrams[20]
- Jane Alexander[21]
- Marin Alsop[22],[23]
- Dylan Baker[24]
- Jamie Baum (en)[25]
- Jim Brochu (en)[26]
- Stan Brooks (en)[27]
- Nell Carter[28]
- Timothée Chalamet[29]
- Pauline Chalamet[30]
- Marge Champion[21],[31]
- Chuck Cooper (en)[32]
- Marlon Craft (en)[33]
- Larry David[25],[34]
- Patrick Dempsey[35]
- Giancarlo Esposito[34]
- Donald Faison[36]
- Katie Finneran[36]
- Tom Fontana[35]
- Joshua Frankel (en)[37],[38]
- Mike Freeman (en)[39]
- Ricky Ford[25] dont l'album Manhattan Plaza montre l'immeuble sur sa couverture
- Dexter Gordon[25]
- Gloria Grahame[40]
- John Hicks (en)[25]
- Terrence Howard[33],[35]
- Earle Hyman[41]
- Samuel L. Jackson y travailla comme agent de sécurité[35],[42]
- James Earl Jones[43]
- Rachel Bay Jones (en)[36]
- Alicia Keys[21],[33]
- James Kirkwood Jr.[34]
- Kenny Kramer (en)[25],[34]
- Angela Lansbury[35],[36]
- Mike LeDonne (en)[25]
- Ray Mantilla (en)[25]
- Andrea McArdle[31]
- Thomas Meehan[21],[31]
- Alan Menken[21],[31]
- Charles and Sue Mingus (en)[25]
- Al Pacino[43]
- Tonya Pinkins[36]
- Ram Ramirez (en)[25]
- Jim Rotondi[25]
- Mickey Rourke[21],[35]
- Craig Russell[34]
- Steve Schalchlin (en)[26]
- Woody Shaw[25]
- Mary Jo Slater (en)[35] et ses enfants Christian et Ryan[36]
- Jim Snidero (en)[25]
- John Spencer[21],[31]
- KT Sullivan (en)[26]
- Martha Swope[21],[31]
- Jim Vallely (en)[21]
- Kristen Vigard (en)[31]
- Richie Vitale (en)[25]
- Jack Walrath (en)[25]
- Jack Warden[35]
- Tennessee Williams[34],[35]